# Zoran Čutura
Zoran Čutura (né le 12 mars 1962 à Zagreb dans la République socialiste de Croatie en ex-Yougoslavie) est un ancien joueur croate de basket-ball, évoluant au poste d'ailier.

## Carrière
Joueur au KK Cibona Zagreb, il est sélectionné pour représenter l'équipe de Yougoslavie dans le Championnat du monde d'Espagne 1986 qui remporte la médaille de bronze.
Il a aussi participé aux équipes yougoslaves qui gagnent l'argent aux Jeux olympiques d'été de 1988, l'or au Championnat d'Europe de Zagreb 1989 ainsi que l'or au Championnat du Monde d'Argentine 1990. Il est également sélectionné pour participer avec la Yougoslavie aux Goodwill Games à Seattle, tournoi amical préparatoire de la Coupe du Monde de 1990. Il avait un rôle de remplaçant, utilisé pour ralentir le rythme du jeu si nécessaire.

### Club
- Vainqueur de l'euroligue 1985 et 1986 avec le Cibona Zagreb

### Équipe nationale
- Médaille de bronze au championnat du monde 1986
- Médaille d'argent aux Jeux olympiques 1988
- Champion d'Europe 1989
- Champion du monde 1990